# Tumulus du Tertre
Le tumulus du Tertre est situé non loin du lac de Soing dans la commune française de Soings-en-Sologne, dans le département de Loir-et-Cher.
Il est classé monument historique sur la première liste de 1840.

## Histoire
Le lac de Soings, seul lac naturel du département, est un lac endoréïque, c’est-à-dire qu’aucun cours d’eau n’en sort… et qu’on ignore encore à ce jour comment il est alimenté en eau. Les recherches effectuées sur la dernière  centaine d’années n’ont pu prouver aucune corrélation entre les précipitations et son remplissage.
Il présente donc la particularité de se remplir et de se vider sans cause apparente, et de pouvoir rester sans eau pendant plusieurs années. Vers 1870, il l’a été pendant une quarantaine d’années et fut cultivé.
Ce phénomène explique l'allégation de Raymond Lantier, qu'il  a prise chez H. Ageorges : "
Le lac de Soings a la particularité de se vider au bout de quarante ans pour se remplir quarante ans plus tard". 
C'était probablement un lieu de culte, ce qui explique la présence d'un très riche cimetière à proximité de l'étang et d'une route romaine.
Les tombes se superposent sur une profondeur dépassant 2,75 m. Dans les sépultures les plus anciennes, sur l'amas des cendres encore brûlantes, dans un entourage de pierres brutes, avaient été directement déposés les mobiliers et les offrandes : marmites gallo-belges, gobelets en terre rosée décorés à la molette, vases balustres à engobe blanc rehaussé de bandes ou de filets rouges, semblables aux céramiques recueillies au Beuvray et sur le plateau de Gergovie.